# Paul Jan van Groesbeek
Baron Paul Jan van Groesbeek, in het Frans Paul-Jean de Groesbeeck († 18 mei 1675) was een Luiks staatsman en prelaat. Van 1646 tot 1652 regeerde hij als kanselier en voorzitter van de Geheime Raad onder de prins-bisschoppen Ferdinand en Maximiliaan Hendrik van Beieren.

## Leven
Groesbeek kwam uit een adellijk geslacht en werd in 1618 kanunnik in het Sint-Lambertuskapittel. Bijkomend werd hij abt van Dinant in 1625 en aartsdiaken van de Condroz in 1633. Hij vervulde diverse diplomatieke missies.
In 1646 werd hij benoemd tot kanselier. Na twee jaar werd hij het slachtoffer van een mesaanval door een tegenstander van prins-bisschop Ferdinand van Beieren, maar hij overleefde. Later zou hij van deze gebeurtenis een schilderij laten maken door Walthère Damery, dat hij liet plaatsen in de abdijkerk van Val des Écoliers.
Vanwege onenigheid met de volgende prins-bisschop werd Groesbeek in 1652 benoemd tot opperproost van het Luikse kapittel, een ambt dat onverenigbaar was met het kanselierschap. Niettemin bleef hij invloedrijk en verzorgde hij zijn reputatie. Hij schonk 2400 florijnen om een marmeren doksaal te plaatsen in de kathedraal.
Na het Verdrag van Tienen (1654) wierp hij zich op als een leidende stem tegen de prins-bisschop. Die liet hem arresteren en wegvoeren naar Kaiserswerth. Dankzij protest van de Luikenaren en door de bemiddeling van de nuntius van Keulen kwam hij spoedig weer vrij. Hij bleef de publieke opinie bewerken met pamfletten.
In 1661 werd hij proost van de Sint-Denijskerk. In zijn heerlijkheid Franc-Waret liet hij de Saint-Remikerk herbouwen. Hij overleed er in 1675 op het kasteel.

## Voetnoten
1. ↑  S. Bormans, Analectes pour servir à l'histoire ecclésiastique de la Belgique, vol. 14, 1876, p. 293